# Chỉ số Hiệu quả Quản trị và Hành chính công cấp tỉnh ở Việt Nam
Chỉ số Hiệu quả Quản trị và Hành chính công cấp tỉnh ở Việt Nam (tiếng Anh: The Viet Nam Provincial Governance and Public Administration Performance Index (PAPI)) là một bộ chỉ báo hữu dụng phản ánh năng lực và hiệu quả quản trị ở cấp trung ương và cấp tỉnh ở Việt Nam, và cũng là công cụ đánh giá mức độ cải thiện của các cấp chính quyền qua thời gian. Nó phản ánh tiếng nói người dân về mức độ hiệu quả điều hành, quản lý nhà nước, thực thi chính sách và cung ứng dịch vụ công của chính quyền các cấp. Chỉ số PAPI bao gồm 6 chỉ số lĩnh vực nội dung, 22 chỉ số nội dung thành phần và hơn 90 chỉ tiêu thành phần về hiệu quả quản trị và hành chính công của toàn bộ 63 tỉnh, thành phố trực thuộc Trung ương trong cả nước. Tính tới 2017, Chỉ số PAPI đã được triển khai thực hiện qua 8 năm, trong đó có 6 năm liên tiếp (2011-2016) khảo sát PAPI được thực hiện trên tất cả 63 tỉnh, thành phố trong cả nước. Cho đến nay, Chỉ số PAPI đã thu thập và phản ánh trải nghiệm của gần 89.000 người dân.

## Tổ chức
PAPI là chương trình khảo sát xã hội học lớn nhất tại Việt Nam, tập trung tìm hiểu hiệu quả công tác điều hành, thực thi chính sách, cung ứng dịch vụ công dựa trên đánh giá và trải nghiệm của người dân, với dữ liệu được thu thập thường niên. Chỉ số Hiệu quả Quản trị và Hành chính công cấp tỉnh ở Việt Nam (PAPI) là sản phẩm của hoạt động hợp tác nghiên cứu giữa Trung tâm Nghiên cứu Phát triển-Hỗ trợ Cộng đồng (CECODES) thuộc Liên hiệp các Hội Khoa học và Kỹ thuật Việt Nam và Chương trình Phát triển Liên Hợp Quốc (UNDP) tại Việt Nam từ năm 2009 cho tới nay, cùng với sự hỗ trợ của các đối tác trong suốt quá trình triển khai thực hiện nghiên cứu, gồm Trung tâm Công tác lý luận và Tạp chí Mặt trận thuộc Mặt trận Tổ quốc Việt Nam (từ năm 2009-2012), Ban Dân nguyện thuộc Uỷ ban Thường vụ Quốc hội Việt Nam (trong năm 2012), và Trung tâm Bồi dưỡng cán bộ và Nghiên cứu khoa học Mặt trận Tổ quốc Việt Nam (từ năm 2013). Các Ủy ban MTTQ thuộc các tỉnh/thành phố, huyện/quận, xã/phường đã giúp đỡ tạo điều kiện để nhóm nghiên cứu tiến hành khảo sát tại thực địa.

### Tài chính
Chương trình PAPI được hỗ trợ bởi UNDP và Cơ quan Hợp tác và Phát triển quốc tế Tây Ban Nha (AECID) trong giai đoạn đầu của nghiên cứu từ năm 2009 đến giữa năm 2011, và từ năm 2011 với Cơ quan Hợp tác và Phát triển Thụy Sỹ (SDC).

## Hoạt động
Sau hai năm thử nghiệm lần lượt với ba tỉnh trong năm 2009 và 30 tỉnh trong năm 2010, các chỉ số của PAPI ngày càng được hoàn thiện. Năm 2011, nghiên cứu PAPI lần đầu tiên được triển khai trên toàn quốc với sự tham gia của toàn bộ 63 tỉnh/thành phố và từ đó các chỉ báo chính được cố định để phục vụ việc so sánh kết quả qua các năm. Kể từ năm 2011 tới nay (2017), PAPI không chỉ là một bộ chỉ báo hữu dụng phản ánh năng lực và hiệu quả quản trị ở cấp trung ương và cấp tỉnh, mà còn là công cụ đánh giá mức độ cải thiên của các cấp chính quyền qua thời gian.

## Nội dung đánh giá
Nội dung đánh giá của PAPI dựa trên ba quá trình có tác động lẫn nhau, đó là: xây dựng chính sách, thực thi chính sách và giám sát việc cung ứng các dịch vụ công. Các trục nội dung được được thiết kế đặc biệt cho bối cảnh Việt Nam cả tầm quốc gia và cấp địa phương. PAPI là công cụ giám sát thực thi chính sách, được xây dựng trên triết lý coi người dân như "người sử dụng (hay "khách hàng") của cơ quan công quyền (hay "bên cung ứng dịch vụ"), có đủ năng lực giám sát và đánh giá tính hiệu quả của quản trị và hành chính công ở địa phương. Kết quả của các chu trình nghiên cứu PAPI là những bộ dữ liệu đánh giá khách quan về chất lượng quản trị quốc gia dựa trên trải nghiệm của người dân đầu tiên ở Việt Nam và được chia sẻ rộng rãi. Dựa trên kiến thức và trải nghiệm của ‘khách hàng’ đối với các ‘sản phẩm’ của toàn bộ quá trình ‘sản xuất’ của bộ máy nhà nước, PAPI cung cấp hệ thống chỉ báo khách quan góp phần đánh giá hiệu quả quản trị và hành chính công cấp tỉnh, tạo động lực để lãnh đạo các cấp tại địa phương ngày càng nâng cao hiệu quả quản lý của mình. PAPI nhận được sự hỗ trợ hiệu quả về chuyên môn và kỹ thuật của Ban Tư vấn quốc gia dự án PAPI và Nhóm chuyên gia quốc tế về đo lường quản trị nhà nước.

## Mục đích
Mục đích là để góp phần hoàn thiện quá trình minh bạch, thúc đẩy cải cách, phát huy sự tham gia của mọi tầng lớp dân cư vào quá trình xây dựng, thực thi và giám sát việc thực thi chính sách. Đồng thời dữ liệu của PAPI sẽ là những thông tin định lượng giá trị có thể tham khảo trong quá trình xây dựng và hoàn thiện chính sách.